# سنجاب ریچموند
سنجاب ریچموند (نام علمی: Sciurus richmondi) نام یک گونه از سرده سنجاب است.